# کانتون بازل اشتاد
بزل سیتی یکی از کانتون‌های سوئیس است.